# Hanover (Indiana)
Hanover – miasto w Stanach Zjednoczonych, w stanie Indiana, w hrabstwie Jefferson.